# Gupti
Der Gupti  ist ein indischer Stockdegen.

## Beschreibung
Der Gupti hat eine gerade, zweischneidige Klinge. Die Klingen gibt es mit und ohne Hohlschliff oder Mittelgrat. Sie verlaufen vom Heft zum Ort schmaler werdend und spitz zulaufend. Das Heft besteht aus Holz, Metall, Horn oder Elfenbein. Die Scheiden sind meist aus denselben Materialien hergestellt. Der Gupti wird in Indien benutzt.

## Rechtliches
Diese Indische Variante und andere Stockdegen sind wie alle als Alltagsgegenstände getarnte Waffen in Deutschland durch das Waffengesetz als verbotene Gegenstände eingestuft, deren Besitz und Führen verboten und strafbewehrt ist. Auch in der Schweiz und in Österreich sind Stockdegen verboten.